# Burg Adlmannstein

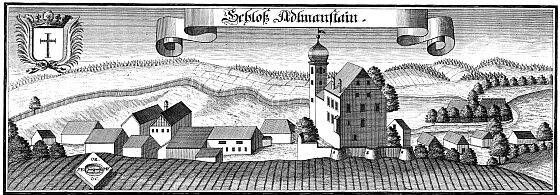
Schloss Adlmannstein nach einem Kupferstich von Michael Wening

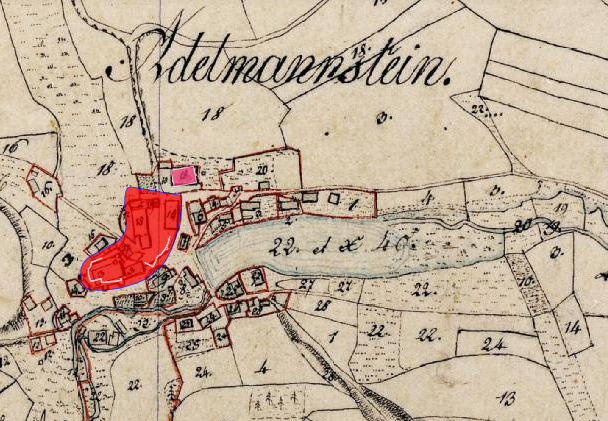
Lageplan der Burg Adlmannstein auf dem Urkataster von Bayern

Die Reste der ehemaligen Burg Adlmannstein (bisweilen auch Adlstein oder Adelmannshof genannt) liegen im Gemeindeteil Adlmannstein der Gemeinde Bernhardswald im Landkreis Regensburg von Bayern (Am Ellbach, Im Burghof 5/8). Die „Reste der Ring- und Zwingmauern der ehemaligen Burg“ sind unter der Aktennummer D-3-75-119-5 als Baudenkmal verzeichnet. „Archäologische Befunde des abgegangenen frühneuzeitlichen Schlosses und der mittelalterlichen Burg von Adlmannstein“ werden zudem als Bodendenkmal unter der Aktennummer D-3-6939-0202 geführt.

## Geschichte
Eine Rodungstätigkeit setzte im Raum Adlmannstein – Lichtenwald – Altenthann im 11. Jahrhundert ein und war im 15. Jahrhundert abgeschlossen. Adlmannstein wird als Veste Adlmannshof 1366 erstmals genannt, man kann demnach annehmen, dass hier eine Niederungsburg zumindest im 14. Jahrhundert erbaut wurde. Damals verkaufte Hector der Lichtenberger die Burg an Peter den Chamerauer von Haitzstein. 1370 wird ein Johann von Steinach in Adelmannstein erwähnt. Hans der Steinacher, der 1381 zum Bürgermeister von Regensburg gewählt wurde, erwarb 1372 die Veste und das Gut Lichtenberg dazu. 1394 soll Adlmannstein an die Hofer übergegangen sein. Ende des 14. Jahrhunderts tauchen hier die Zenger auf, welche das Gebiet Lichtenwald – Adlmannstein – Altenthann in ihren Besitz bekommen. Parzifal Zenger, Sohn des Erhard Zenger von Lichtenwald, ist hier 1465  nachweisbar. Immer auf dem Erbweg gelangten verschiedene Zenger in den Besitz von Adlmannstein. 1590 wurden die Hofmarken Adlmannstein und Lichtenwald zur Deckung der Schuldenlast an Erhard von Muggenthal zu Hexenacker verkauft. Adlmannstein blieb bis 1669 im Besitz der Familie Muggtenthal. Genannt werden Adam Philipp von Muggenthal und Johann Christian von Adelheimb.
Nach der Landtafel von 1558 kam Adlmannstein zusammen mit Altenthann, Lichtenwald und Siegenstein zu dem bayerischen Landgericht Donaustauf. 1712 wurde Adlmannstein dem Pfleggericht Stadtamhof inkorporiert.
Für die Jahre 1636–38 heißt es in einem Bericht des Landgerichts Donaustauf, dass Adlmannstein durch den Dreißigjährigen Krieg so in Mitleidenschaft gezogen worden sei, dass es ganz öd und unbewohnt sei. Adlmannstein und Lichtenwald wurden dann an den Pfalz-Neuburgischen Rat und  Pfleger David Stich verkauft. Da dieser nicht der Edelmannsfreiheit mächtig war, wurde ihm die niedere Gerichtsbarkeit über die dortigen Untertanen 1671 entzogen. Als dessen Erben traten auch die Höger auf. Diese wollten die alleinigen Rechte an Adlmannstein erwerben, überwarfen sich jedoch mit dem Miterben Franz Martin von Stich, der dann Adlmannstein und Lichtenwald an Baron von Schütz bzw. an Knorr von Rosenbusch verkaufte.
1718 erwarb der Komtur der Deutschordenskommende Regensburg, Conrad Christoph Freiherr von Lehrbach, die Hofmark Adlmannstein. Adlmannstein war seit dem früheren Besitzer Freiherr von Schütz wieder mit der Niedergerichtsbarkeit ausgestattet. Der Deutsche Orden blieb bis zu seiner Auflösung 1809 im Besitz von Adlmannstein.

## Schloss Adlmannstein einst und jetzt

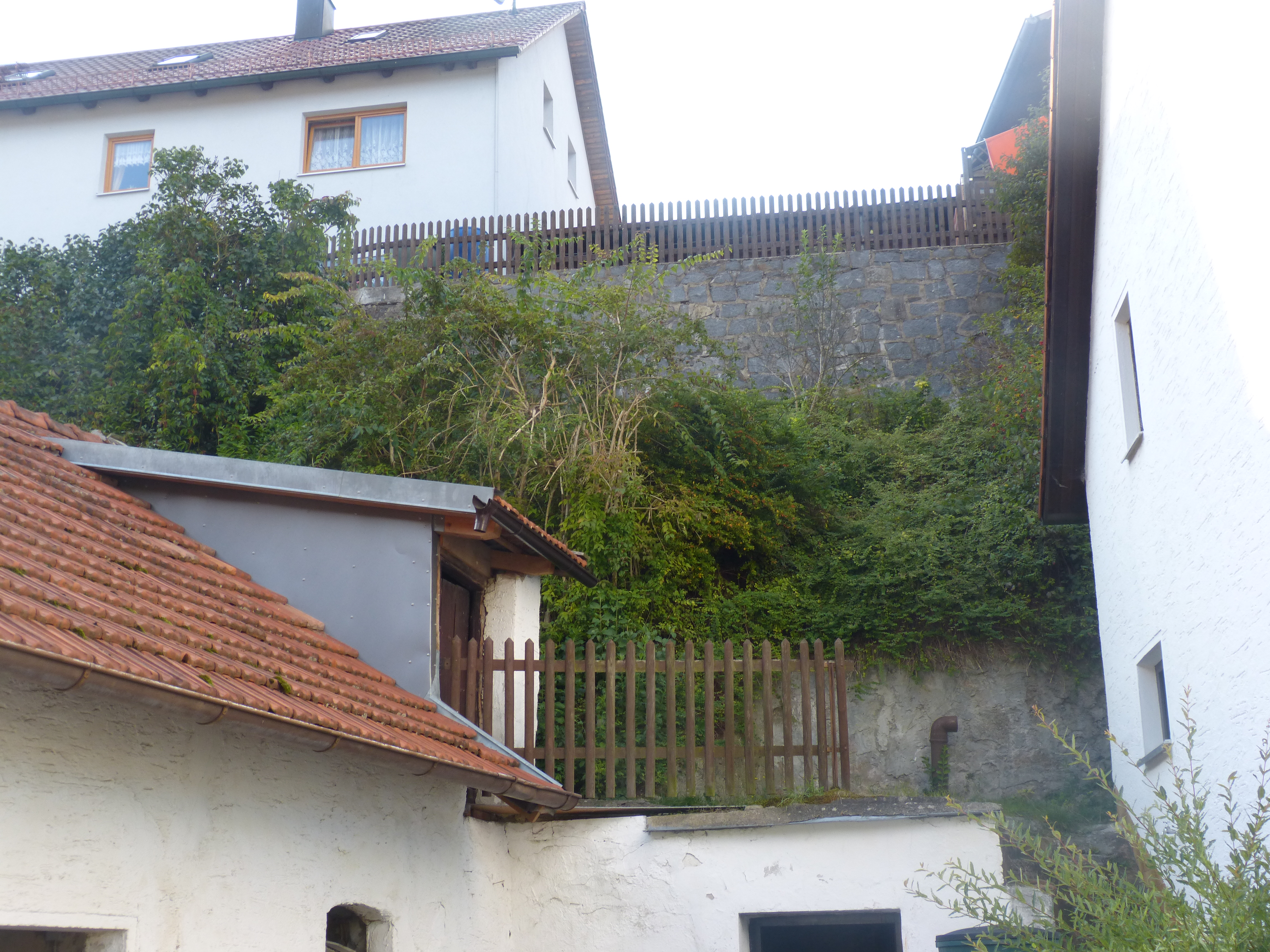
Reste der Schlossmauer von Am Ellbach aus (2016)

Nach dem Stich von Michael Wening von 1721 war das Schloss Adlmannstein ein dreigeschossiges Gebäude, das von einem Krüppelwalmdach gedeckt war. An diesen Wohntrakt angebaut war ein mit einer Zwiebelhaube gedeckter Turm.
Zu dem Schloss gehörten neben den Hofgebäuden ein Brau- und ein Wirtshaus. Ebenso gehörten drei Weiher sowie das Fischereirecht im Adlmannsteiner Bach und im Sulzbach dazu. Das mit Mauer und Graben befestigte Schloss war bereits 1768 geringfügig reparaturbedürftig. Nach 1838 wurde die Burg abgebrochen.
Von der Niederungsburg und dem späteren Schloss sind heute nur noch Reste der Ring- und Zwingermauern erhalten.